# 16-os villamos (München)
A müncheni 16-os jelzésű villamos a Romanplatz és St.Emmeram között közlekedik.

## Útvonala
| St.Emmeram felé | Romanplatz felé |
| --- | --- |
| Romanplatz - Arnulfstraße - Bahnhofplatz - Bayerstraße - Karlsplatz - Sonnenstraße - Blumenstraße - Müllerstraße - Rumfordstraße - Zweibrückenstraße - Ludwigsbrücke - Rosenheimer Straße - Am Gasteig - Innere Wiener Straße - Max-Weber-Platz - Ismaninger Straße - Bülöwstraße - Effnerplatz - Effnerstraße - Englschalkinger Straße - Cosimastraße - St.Emmeram | St.Emmeram - Cosimastraße - Englschalkinger Straße - Effnerstraße - Effnerplatz - Bülöwstraße - Ismaninger Straße - Max-Weber-Platz - Innere Wiener Straße - Am Gasteig - Rosenheimer Straße - Ludwigsbrücke - Zweibrückenstraße - Rumfordstraße - Müllerstraße - - Blumenstraße - Sonnenstraße - Karlsplatz - Bayerstraße - Bahnhofplatz - Arnulfstraße - Romanplatz |

## Megállóhelyei
| Menetidő (perc) | Megállóhely                   | Menetidő (perc) | Átszállási kapcsolatok                                    |
| --------------- | ----------------------------- | --------------- | --------------------------------------------------------- |
| 0               | Romanplatz végállomás         | 45              | , 51 , 151                                                |
| 1               | Kriemhildenstraße             | 44              |                                                           |
| 2               | Steubenplatz                  | 43              | 62                                                        |
| 3               | Briefzentrum                  | 42              |                                                           |
| 4               | Burghausener Straße           | 41              |                                                           |
| 5               | Donnersbergerstraße           | 40              | 63                                                        |
| 6               | Marsstraße                    | 38              |                                                           |
| 7               | Deroystraße                   | 37              |                                                           |
| 8               | Hackerbrücke                  | 36              | ,                                                         |
| 10              | Hopfenstraße                  | 35              |                                                           |
| 11              | Hauptbahnhof Nord             | 34              | München Hauptbahnhof , Bayerische Oberlandbahn , 58 , 100 |
| 13              | Hauptbahnhof                  | 33              | München Hauptbahnhof , Bayerische Oberlandbahn , 58 , 100 |
| 15              | Karlsplatz (Stachus)          | 30              | ,                                                         |
| 18              | Sendlinger Tor                | 28              | , 62                                                      |
| 20              | Müllerstraße                  | 26              | ,                                                         |
| 22              | Reichenbachplatz              | 24              |                                                           |
| 24              | Isartor                       | 23              | , 132                                                     |
| 25              | Deutsches Museum              | 22              |                                                           |
| 26              | Am Gasteig                    | 20              |                                                           |
| 28              | Wiener Platz                  | 19              |                                                           |
| 30              | Max-Weber-Platz               | 18              | , 190 , 191 , X30                                         |
| 31              | Friedensengel/Villa Stuck     | 16              | 100                                                       |
| 32              | Holbeinstraße                 | 15              |                                                           |
| 33              | Sternwartstraße               | 14              |                                                           |
| 34              | Bundesfinanzhof               | 13              |                                                           |
| 36              | Herkomerplatz                 | 12              | 54 , 154 , 187 , 188                                      |
| 37              | Effnerplatz                   | 11              | 59 , 154                                                  |
| 39              | Arabellastraße                | 9               | 154 , 187                                                 |
| 40              | Arabellapark/Klinikum Bogenh. | 8               | 154 , 183 , 184 , 185 , 187                               |
| 41              | Cosimabad                     | 7               | 154 , 183 , 184                                           |
| 43              | Schlösselgarten               | 5               |                                                           |
| 45              | Prinz-Eugen-Park              | 4               |                                                           |
| 46              | Taimerhofstraße               | 3               |                                                           |
| 47              | Regina-Ullmann-Straße         | 2               | 50                                                        |
| 48              | Fritz-Meyer-Weg               | 1               | 50                                                        |
| 50              | St.Emmeram végállomás         | 0               | 50 , 188 , 189 , 232                                      |